# Leuconitocris schultzei
Leuconitocris schultzei é uma espécie de escaravelho da família Cerambycidae.  Foi descrito por Hintz em 1919.